# Cerodontha javana
Cerodontha javana este o specie de muște din genul Cerodontha, familia Agromyzidae, descrisă de Meijere în anul 1934. Conform Catalogue of Life specia Cerodontha javana nu are subspecii cunoscute.